# La charla
La Charla (título en tahitiano Parau Parau) o Las charlatanas es un cuadro del pintor Paul Gauguin hecho en 1891, una de las primeras obras en su primera estancia en Tahití. Se conserva en el Museo del Hermitage de San Petersburgo. Se conoce por la referencia núm. 435 del catálogo de Wildenstein.
En tahitiano parau significa «palabra», y la repetición es un aumentativo. La traducción es «charla» o «conversación». En el catálogo Wildenstein-Cogniat introduce una segunda traducción: Les potins «las chismosas» o «charlatanas».

## Descripción
Un grupo de tahitianas sentadas en círculo están enfrascadas tranquilamente en una conversación. Gauguin las retrata de forma distanciada, sin un primer plano e integradas en el colorido de su entorno. Él mismo lo describe de esta forma: «al aire libre y sin embargo en la intimidad, bajo los sombríos árboles, con mujeres murmurando en un gigantesco palacio que ha sido decorado por la propia naturaleza. Por eso estos colores fabulosos, este aire ardiente y sin embargo suave y atenuado ».  Gauguin trata el motivo de la charla como una representación del ritmo de vida de la Polinesia.

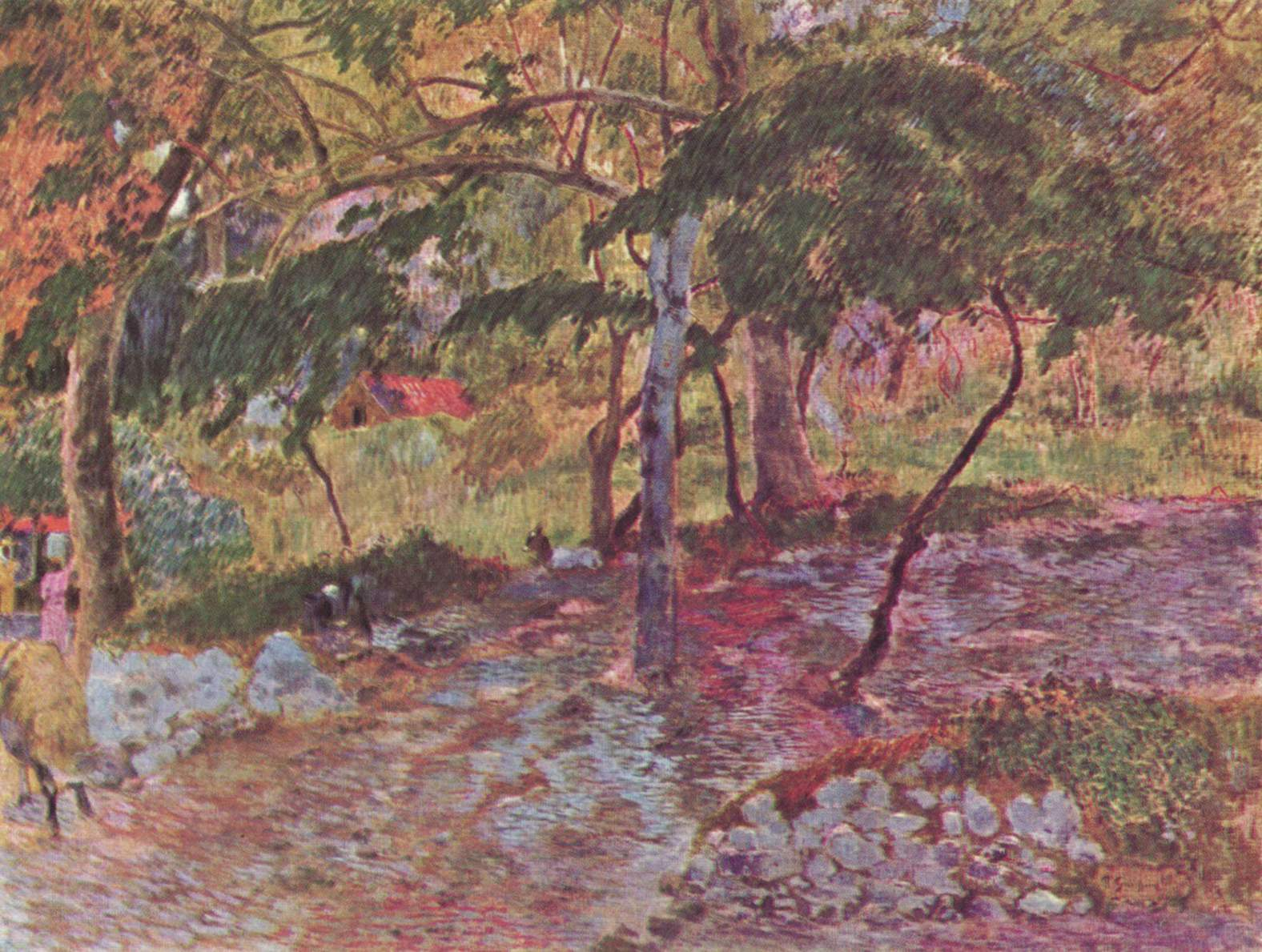
Paisaje de la Martinica (1887).

El cuadro recuerda los paisajes que había hecho de la Martinica cuatro años atrás, con una textura rica y un estilo de tapicería. Los colores y contornos están suavizados, la luz está moderada por una atmósfera que parece penetrar las figuras, el suelo y los árboles, puliendo las formas mientras conserva el diseño.

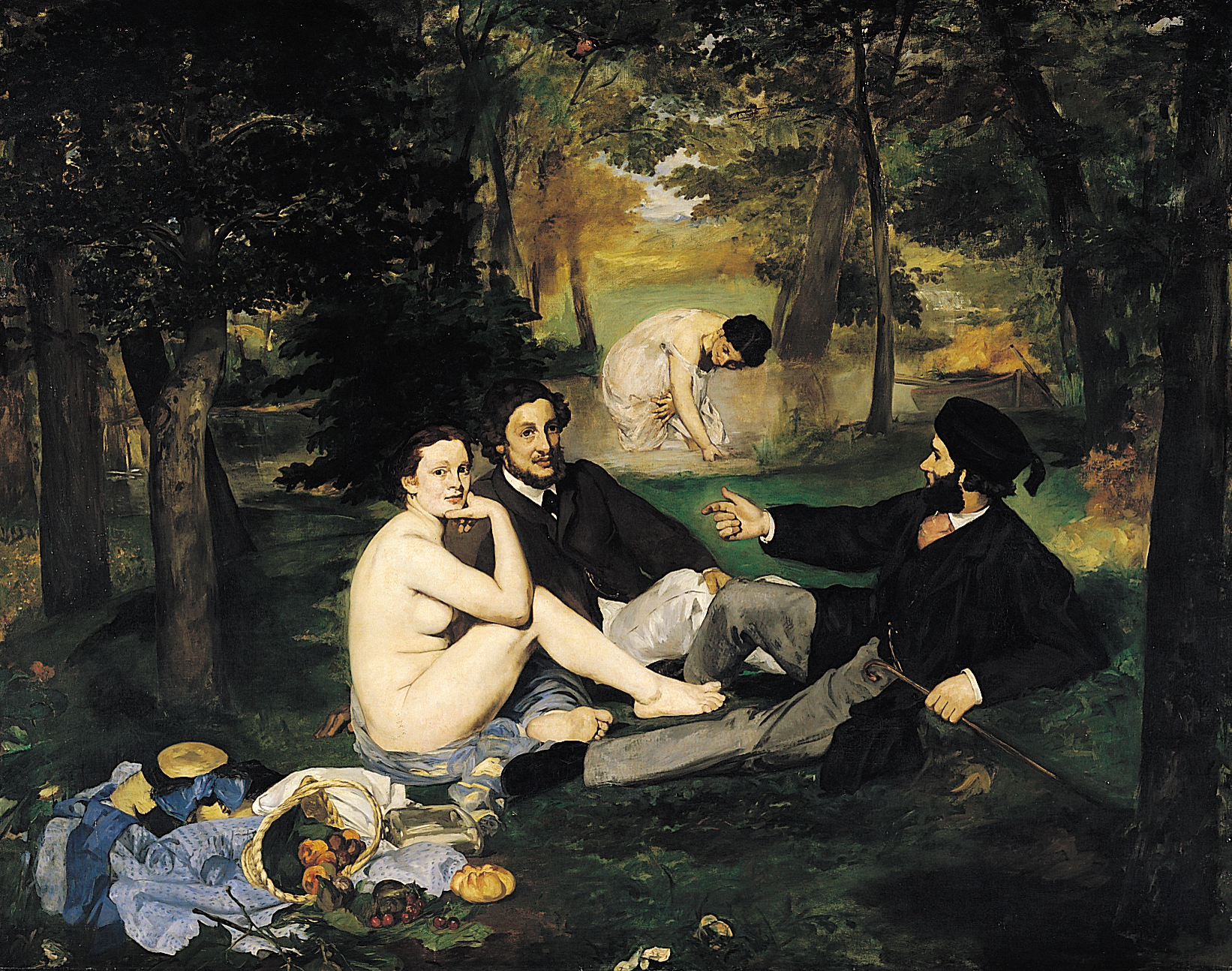
Desayuno sobre la hierba (1863), Édouard Manet.

La composición del cuadro tiene los mismos rasgos estructurales del conocido Le déjeuner sur l'herbe de Édouard Manet (1863), pero el contexto es totalmente nuevo e inusual. La mujer desnuda es sustituida por mujeres tahitianas decorosamente vestidas con las muselinas de los misioneros, el ambiente es exótico y los colores luminosos y revolucionarios.

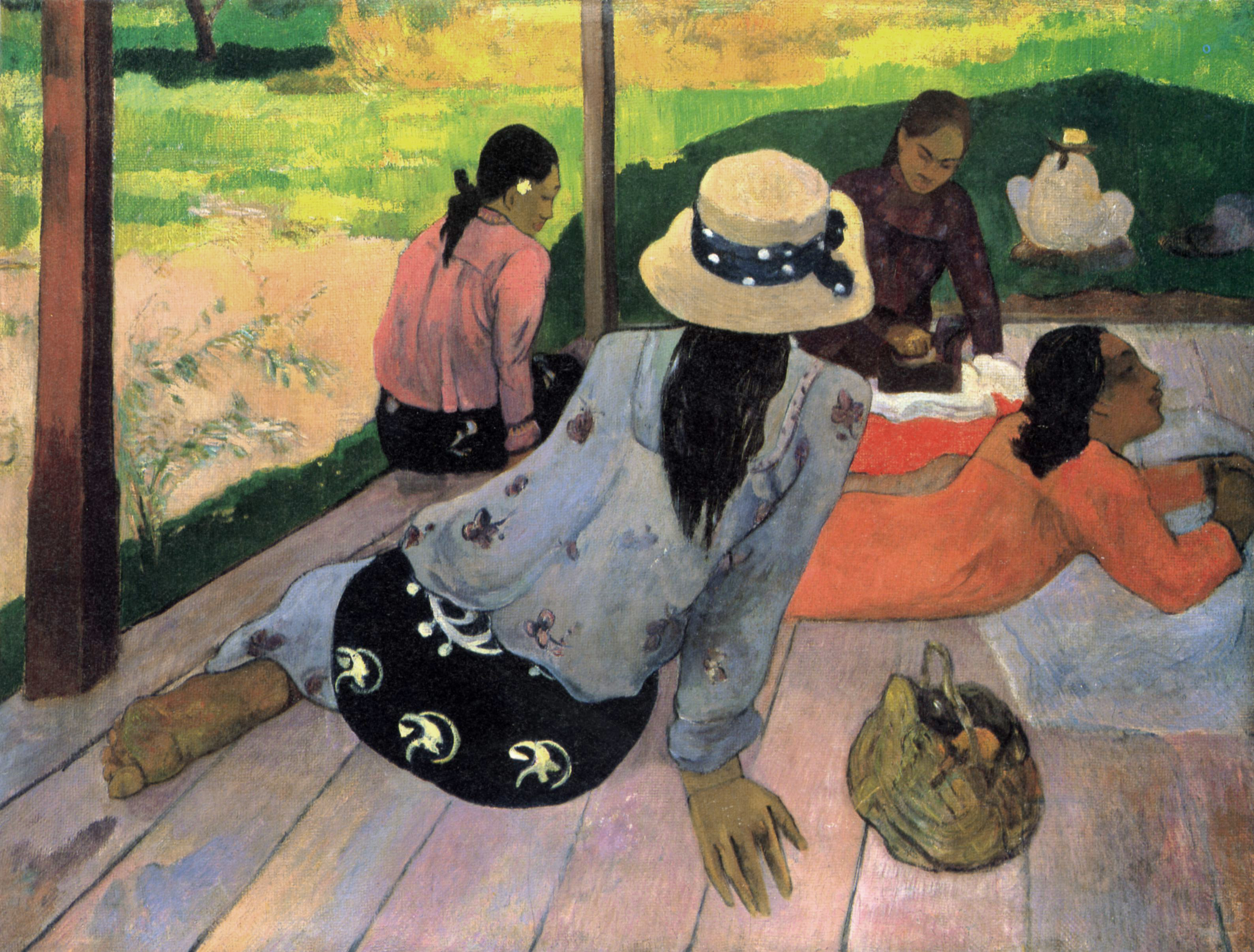
La siesta (1894).

El grupo de mujeres sentadas en el suelo lo volvió a pintar en Parau Parau(1892), prácticamente con el mismo título y con una de las figuras idéntica, y recuerda también la composición de La siesta (1894 ), en esta ocasión sentadas en un porche y donde reproduce una de las figuras de Parau Parau.